# باشگاه جهانگردان صدتایی
باشگاه جهانگردان صدتایی (به انگلیسی: Travelers' Century Club)، برای گردآوری و عضویت جهانگردانی تأسیس شده‌است که به بیش از ۱۰۰ کشور و ناحیه جهان سفر کرده‌اند.
این باشگاه در سال ۱۹۵۴ در ایالت کالیفرنیا ایالات متحده آمریکا تأسیس شده

و در حال حاضر بیش از ۱۴۰۰ عضو در سراسر جهان دارد.
این مجموعه دارای بیست شعبه منطقه‌ای در ایالات متحده، دو شعبه در کانادا، و یک شعبه در هر یک از کشورهای بریتانیا، آلمان و اسپانیا است.
جلسات این باشگاه به صورت منظم برگزار می‌شود و ابزارهای دیگری نیز در شبکه‌های اجتماعی برای اعضا و بازدیدکنندگان فراهم ساخته‌است.
باشگاه جهانگردان صدتایی فهرستی از کشورها و مناطقی را تهیه کرده‌است که شرایط عضویت اولیه براساس آن تعیین می‌شود. این فهرست نه تنها شامل کشورهای مستقل بلکه شامل سرزمین‌ها، مناطق تحت پوشش و جزایر نیز می‌شود. تا پایان سال ۲۰۱۹، این فهرست شامل ۳۲۹ کشور و منطقه بوده‌است.